# NSB Academy
Die NSB Academy ist das reedereieigene Trainingszentrum der Reederei NSB Niederelbe Schiffahrtsgesellschaft.

## Aus- und Weiterbildung
Die Reederei führt seit 2007 an ihrem Standort in Buxtehude praxisbezogene Aus- und Weiterbildungsprogramme für die nautischen und technischen Schiffsoffiziere durch. Kern der Weiterbildung sind die Schiffsführungs- und Maschinensimulatoren in den Schulungsräumen. An diesen wird in einwöchigen Kursen die Bedienung in den Bereichen Schiffsführung, Ladung, Maschinenbedienung und Wartung trainiert. Das Trainingsprogramm an den Simulatoren wird durch praxisrelevante Seminare ergänzt, in denen theoretisches und praktisches Wissen von alten und neue Technologien vertieft oder erworben werden (z. B. Englisch, Personalführung, Maschinenhandlung, Ballastwassermanagement, Energiemanagement, maritime Nutzerprogramme wie Avecs, Seacos, ShipNet, AIS u. a.) 
Die Schulungskurse dauern eine Woche, dabei lernen die nautischen Offiziere und Schiffsingenieure auf nachgebildeten Schiffs-Kommandobrücken oder simulierten Maschinenkontrollräumen gefährliche Situationen auf See zu meistern. Die Schulungsinhalte werden von Praktikern für Praktiker vermittelt. Es werden jedoch je nach Inhalt auch externe Dozenten aus Hochschulen, Behörden, dem Germanischen Lloyd und Versicherern eingesetzt.